# Jardins do Retiro de Madrid
O Parque do Retiro de Madrid é um parque da cidade de Madrid, na Espanha. Foi criado entre 1630 e 1640 e tem uma área de 118 hectares. Foram classificados, junto com o Paseo del Prado, como Património Mundial da UNESCO em 2021.

## História
Os jardins foram concebidos entre 1630 e 1640, quando o Conde-Duque de Olivares, vassalo atencioso do rei Filipe IV (r. 1621–1665), ofereceu ao monarca alguns terrenos para o lazer da Corte em redor do covento de San Jerónimo el Real. Quando se começou a adaptar esse complexo, conhecido palácio do Bom Retiro, a área de 145 hectares que o envolvia foi toda ajardinada. Esses jardins foram concebidos pelo cenógrafo italiano Cosme Lotti.
Ao longo dos anos foram feitas muitas modificações, nem sempre planeadas, que alteraram os jardins, como por exemplo a Real Fábrica de Porcelana do Bom Retiro, durante o reinado de Carlos III (r. 1759–1788), ou o Observatório Astronómico, durante o reinado de Carlos IV (r. 1788–1808). O rei Carlos III foi o primeiro monarca a permitir que os cidadãos tivessem acesso ao recinto, desde que estivessem "bem vestidos e lavados".

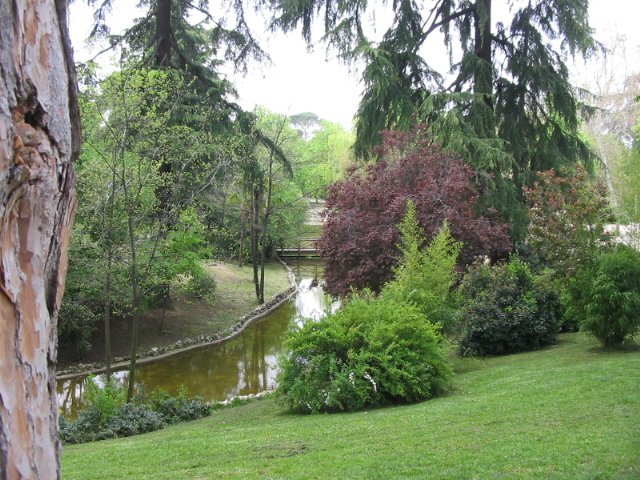
Jardins do Bom Retiro

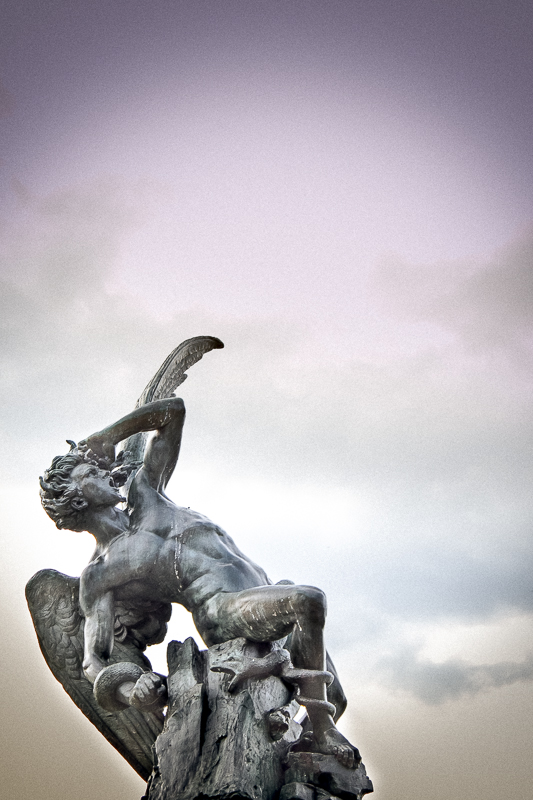
Detalhe da fonte do Anjo Caído (Ricardo Bellver, 1877)

Durante a invasão francesa, em 1808, os jardins ficaram parcialmente destruídos devido ao facto do complexo ter sido utilizado como quartel das tropas de Napoleão; o palácio foi igualmente destruído. Depois da Guerra Peninsular, Fernando VII (r. 1814–1833) iniciou a reconstrução do jardim e abriu-o ao público. O monarca reservou uma zona onde construiu uma série de edifícios para fins lúdicos característicos da época. No reinado de Isabel II (r. 1833–1868) parte dos jardins foi vendido para aí se construíram habitações particulares. Após a revolução de 1868, a Gloriosa, os jardins passaram a propriedade municipal e as suas portas abriram-se para todos os cidadãos. Foram feitas as fontes das Galápagos, da Alcachofra e ainda a Fonte do Anjo Caído, obra de Ricardo Bellver. No Campo Grande foram construídos o palácio de Cristal e o palácio de Velázquez, obra de Ricardo Velázquez Bosco.

### Paseo de las Estatuas
O Paseo de la Argentina, conhecido popularmente como o Paseo de las Estatuas, é uma alameda formada por uma série de estátuas dedicadas a todos os monarcas espanhóis; foram mandadas esculpir por Fernando VI, e serviriam para decorar o Palácio Real de Madrid.
As estátuas foram realizadas por diversos autores, sob o comando dos escultores da Corte Domenico Olivieri e Felipe de Castro. Contudo, nunca chegaram a ornamentar o Palácio Real devido a um pesadelo da rainha, que sonhou que todas as estátuas caíam sobre ela. Por esta razão, foram colocadas em vários pontos, nomeadamente na praça de Oriente, no Retiro, na Porta de Toledo; algumas até foram levadas para outras províncias.

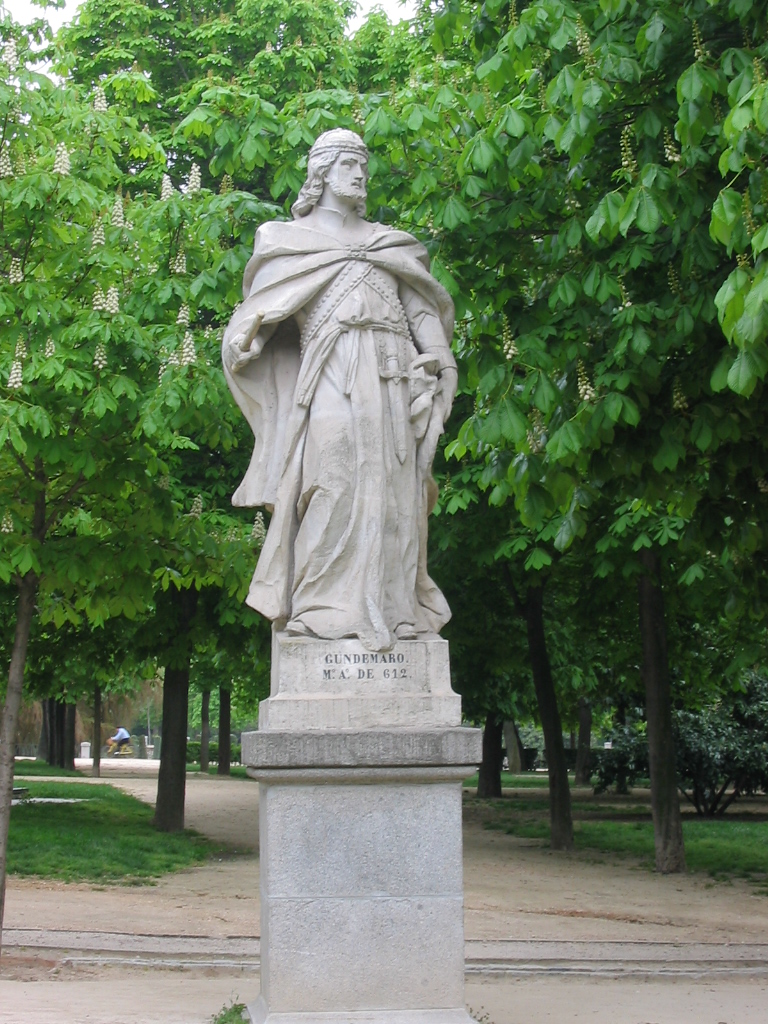
Gundemaro
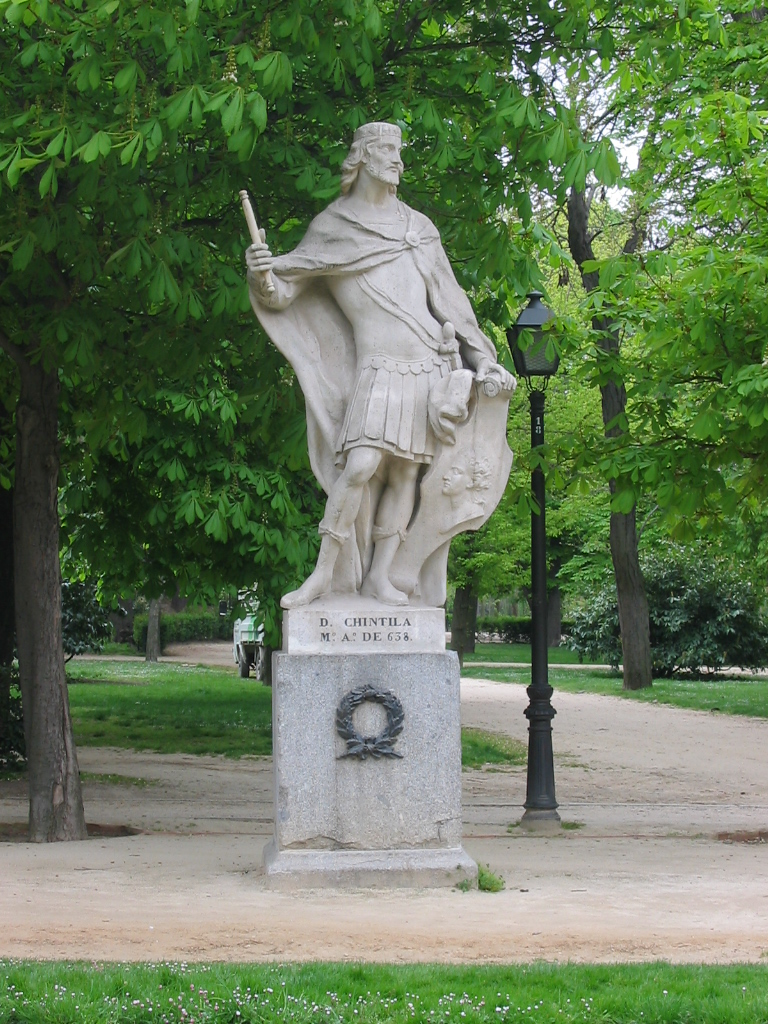
Quintila
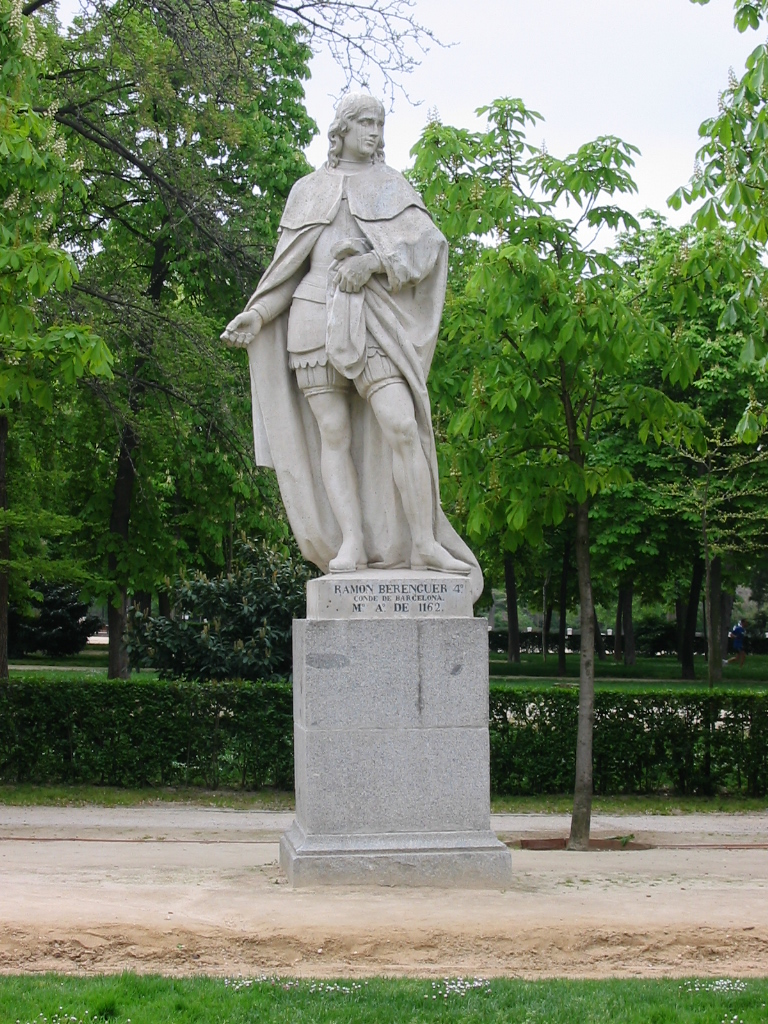
Raimundo Berengário IV
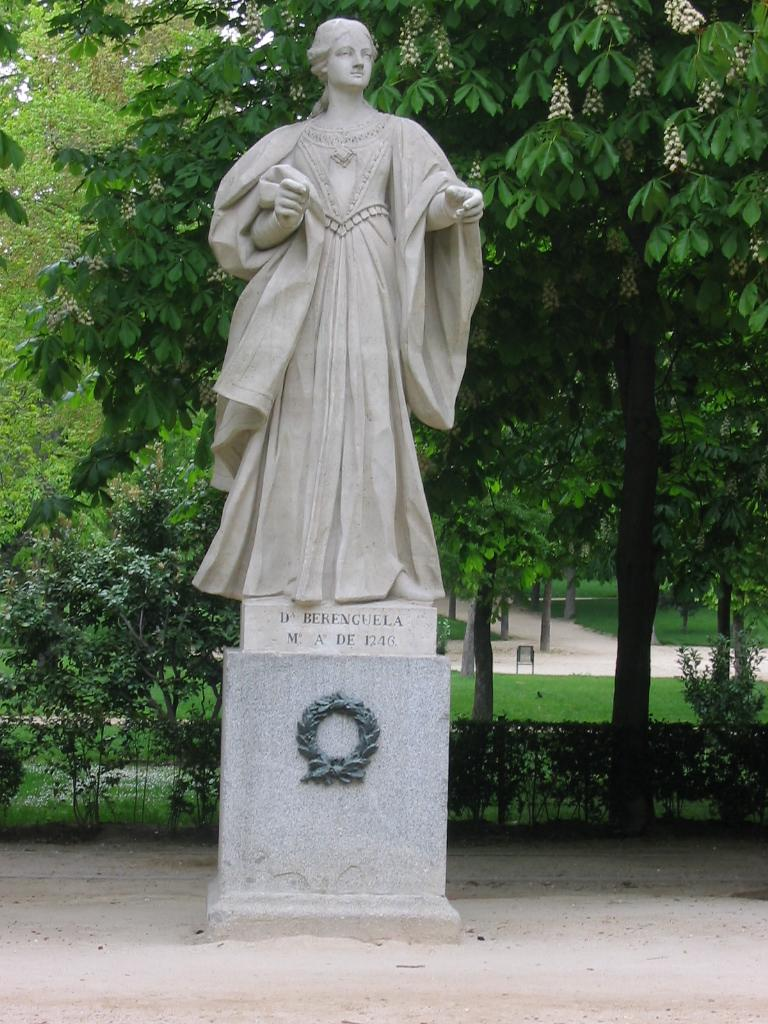
D. Berenguela
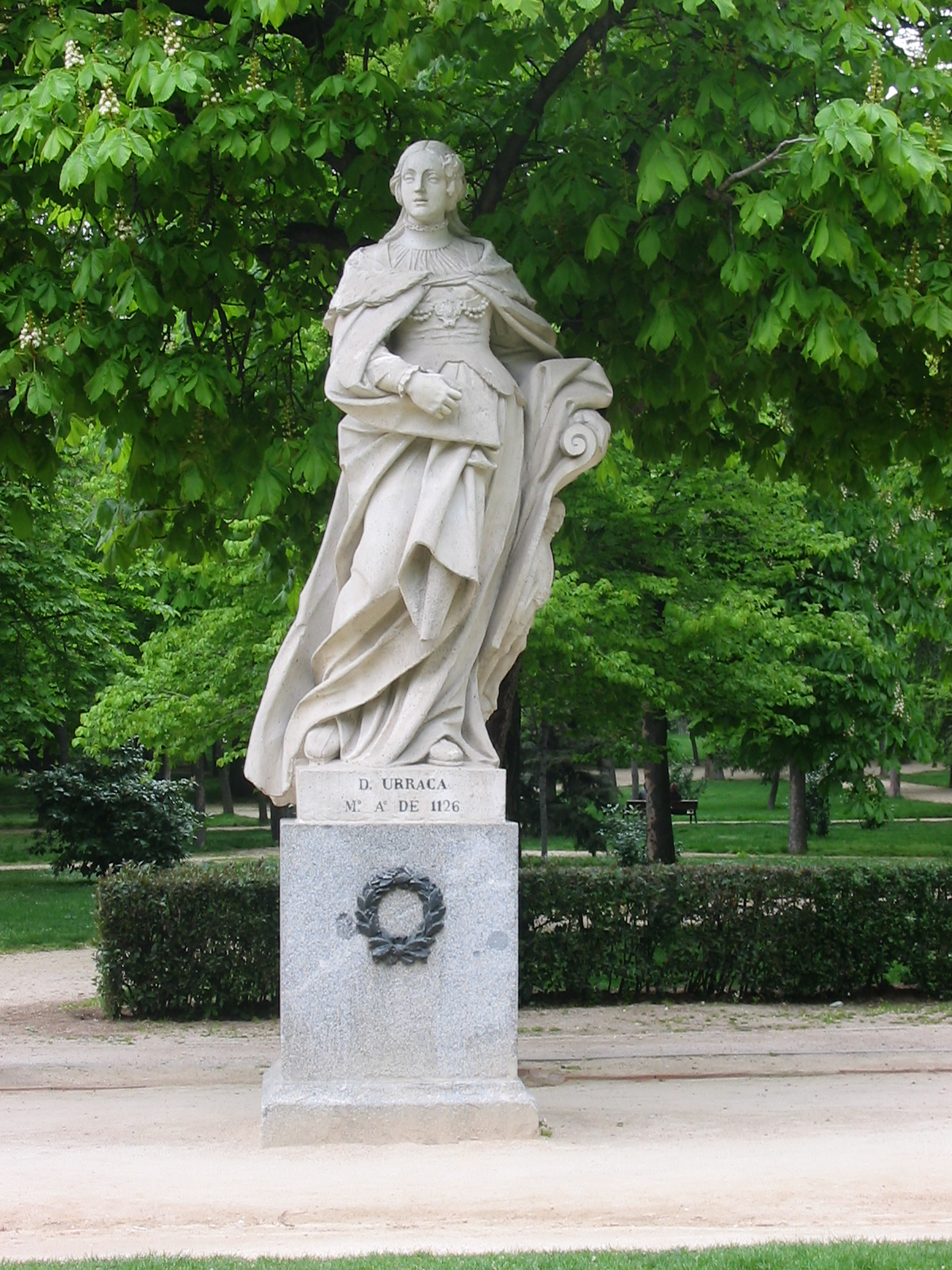
D. Urraca
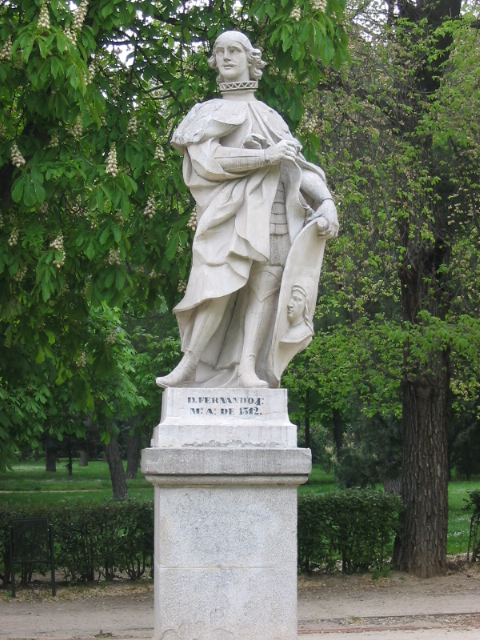
Fernando IV de Leão e Castela
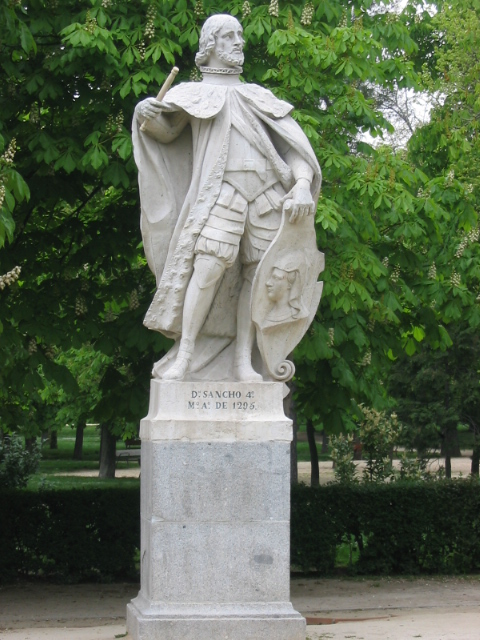
Sancho IV de Leão e Castela
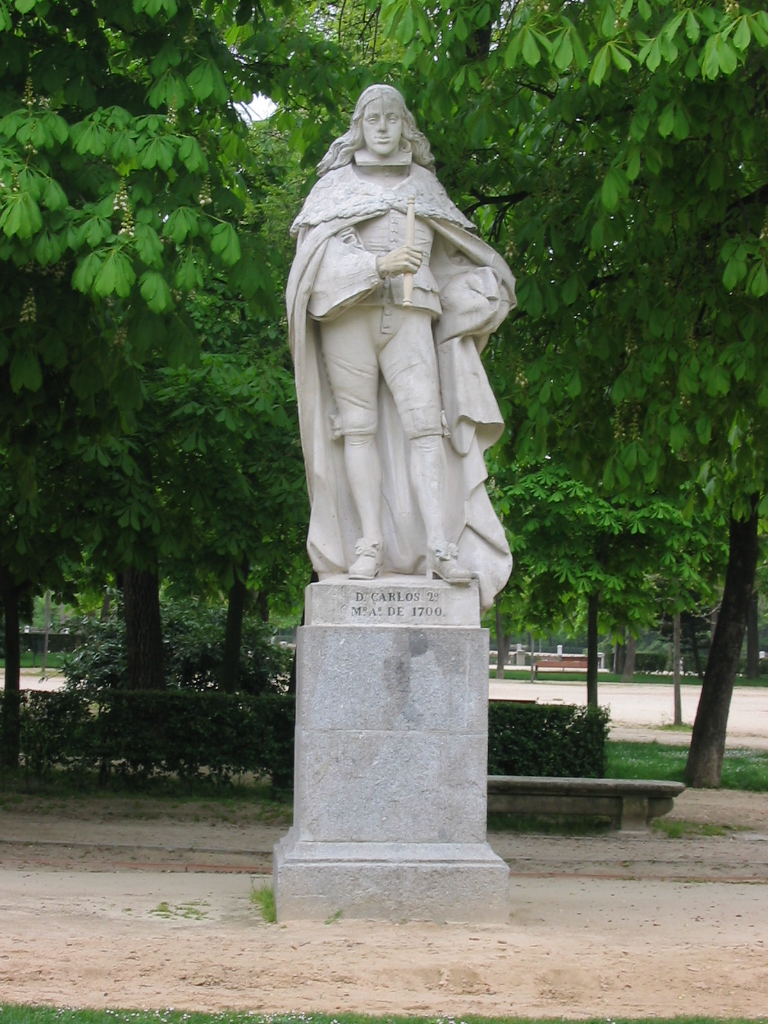
Carlos II de Espanha
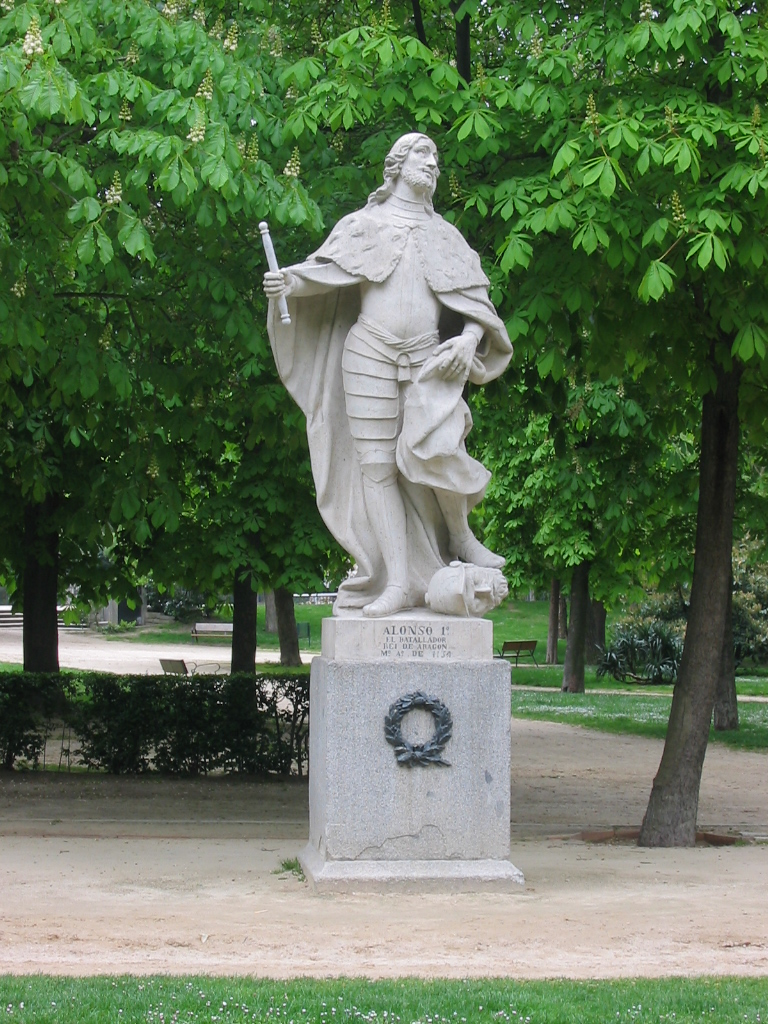
Afonso I de Aragão
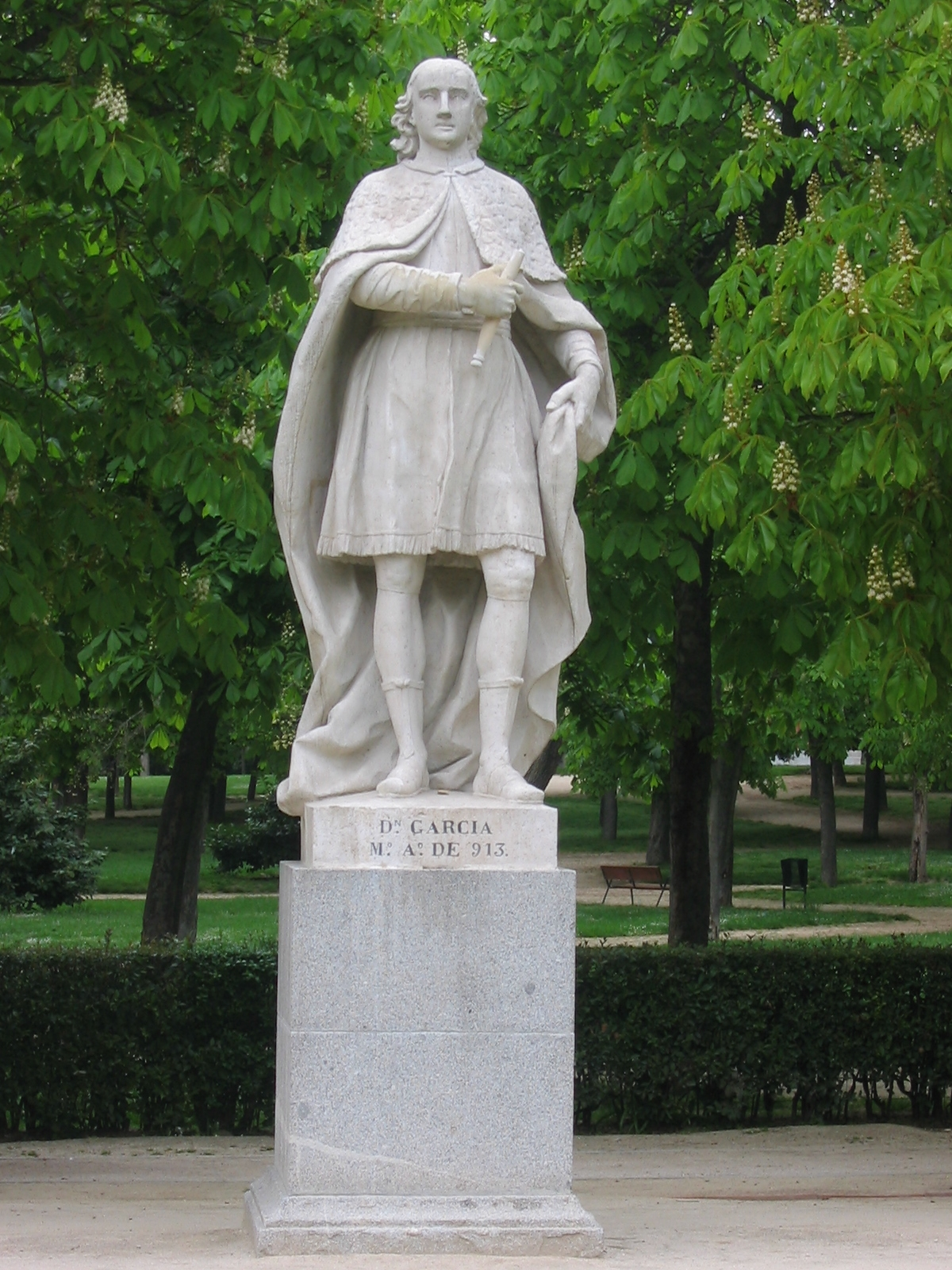
Garcia I de Leão
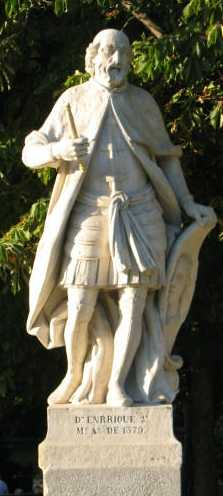
Henrique II de Castela
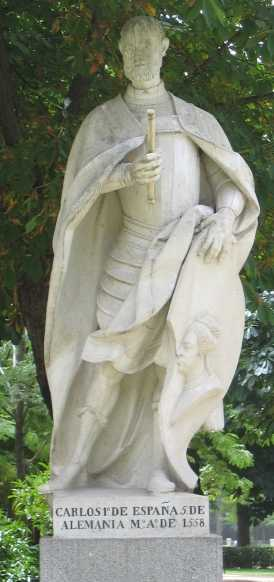
Carlos I de Espanha

### Porta de Espanha
A Porta de Espanha (1893) é obra de José Urioste y Velada (1850–1909), arquitecto e urbanista; esta porta é a entrada do parque e dá acesso ao Paseo de la Argentina.

### Monumento a Afonso XII

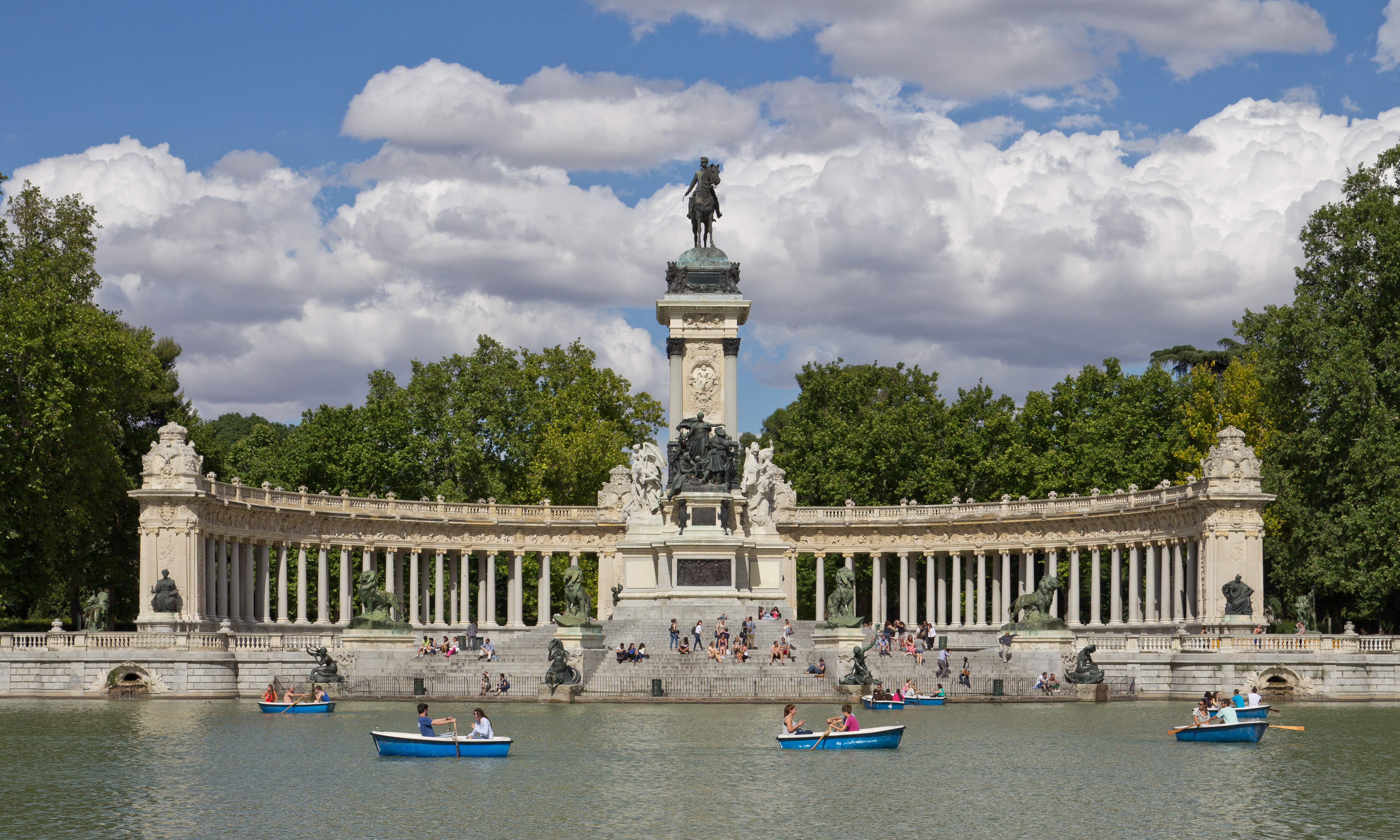
Monumento a

Em 1902, foi convocado um concurso nacional para construir um monumento ao rei Afonso XII. Que ganhou foi o arquitecto José Grases Riera com um projecto grandioso em bronze e mármore. Foi inaugurado a 3 de Julho de 1922.

### Fonte do Anjo Caído
Na praça com o mesmo nome, foi construída em 1885 a Fonte do Anjo caído. Foi esculpida pelo artista madrilenho Ricardo Bellver em 1877. O pedestal é de granito e bronze e foi desenhado pelo arquitecto Francisco Jarenho.

### Palácio de Cristal
Edifício que mais sobressaí em todo o parque, o palácio de Cristal é uma estufa, e em conjunto com o lago artificial, foi edificado em 1887. Ambos nasceram no âmbito da Exposição das Ilhas Filipinas, onde se podiam ver flores dessas ilhas. Desde algum tempo que o espaço serve para exibir obras de arte contemporâneas.

### Casa de Fieras
A Casa de Fieras (Casa das Feras em português) criada por Fernando VII, e remodelada por Isabel II, esteve integrada nos que actualmente são os jardins de Herrero de Palacios até 1972, ano em que se mudou para a Casa de Campo de Madrid.